# Zeche Alte Weib
Die Zeche Alte Weib ist ein ehemaliges Steinkohlebergwerk in Dortmund-Brünninghausen.
Das Bergwerk befand sich südlich der Emscher im heutigen Naturschutzgebiet Bolmke. Um 1754 betrieb die Zeche Alte Weib einen nach Süden vorangetriebenen Stollen, der in die Emscher entwässerte. Ab 1808 wurde zusammen mit der Nachbarzeche Forelle der Kunstschacht Philipp geteuft. Später betrieb man auch eine gemeinsame Wasserhaltung. Im Jahr 1820 konsolidierten beide Bergwerke zur neuen Zeche Vereinigte Forelle & Alteweib.